# Hatest Grits: B-Sides and Bullshit
Hatest Grits: B-Sides and Bullshit is een verzamelalbum van de Amerikaanse punkband Swingin' Utters. Het album werd op 23 oktober 2008 door Fat Wreck Chords uitgegeven en bevat nummers van 7" singles, niet eerder uitgegeven nummers, nummers die op compilatiealbums zijn verschenen en covers.

## Nummers
Track 27 tot en met 32 zijn hidden tracks. Tussen haakjes staan covers vermeld. Op de lp-versie van het album staan alleen de eerste twintig nummers van deze lijst. Er zit echter wel een code voor een muziekdownload bij, zodat de andere zes nummers gedownload kunnen worden.
| 1. "No Groove in Gunsights" 2. "To Return Now" 3. "Where Are They Now" (Cocksparrer) 4. "Outside Life" 5. "The Blue Lamp" 6. "The Lonely" 7. "Back to You" 8. "Teen Idol Eyes" 9. "Heroes of the Corner Bar" 10. "I Got Your Number" (Cocksparrer) 11. "Annual Pimple" 12. "Yesterday’s Dog End" 13. "Nothing to Rely On" 14. "Tomorrow Is Not New" 15. "Black Mountain Rain" 16. "Billy the P..p" | 1. "Mr. Keen" 2. "Lady Luck" 3. "I Follow" 4. "Sunday Stripper" 5. "Sounds Wrong (demo)" 6. "Jackie Jab (demo)" 7. "Stupid Lullabies (demo)" 8. "Time Tells Time (demo)" 9. "Catastrophe (demo)" 10. "We All Know" 11. titelloos nummer 12. "Beached Sailor (demo)" 13. "(Take Me to the) Riverbank (demo)" 14. "New Day Rising (demo)" 15. "Fruitless Fortunes (demo)" 16. "My Glass House (demo)" |

## Band
- Johnny Peebucks - zang
- Darius Koski - gitaar, zang, accordeon, piano, elektronisch orgel, viool, altviool
- Greg McEntee - drums
- Spike Slawson - basgitaar, zang
- Jack Dalrymple - gitaar